# Bahnhof Bilbao San Mamés

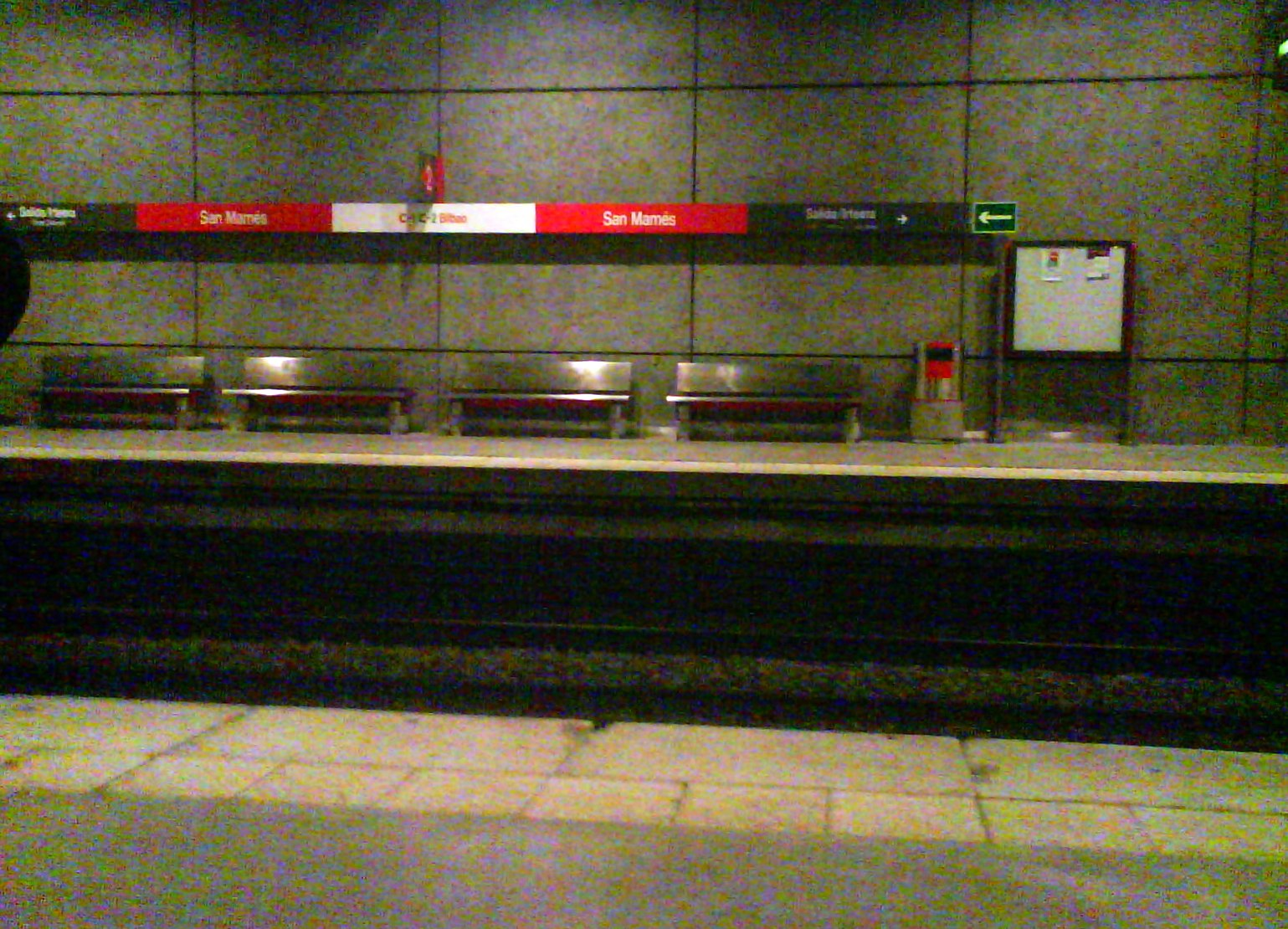
Bahnsteige der S-Bahn (Cercanías Bilbao)

Der Bahnhof San Mamés ist ein Tunnelbahnhof mit einem darüber liegenden Busbahnhof in der baskischen Stadt Bilbao. Er dient als Verknüpfungspunkt für zahlreiche Fernbuslinien mit den beiden Linien der Metro Bilbao, den Linien C-1 und C-2 der S-Bahn Bilbao und der Straßenbahn Bilbao. Der Bahnhof befindet sich im Stadtteil Garellano im Bezirk Basurto-Zorroza. Neben seiner Funktion als Umsteigebahnhof dient der Bahnhof auch zur Anbindung des Fußballstadions San Mamés (dem alten Stadion dieses Namens bis 2013, seither dem neuen Stadion) des Athletic Club de Bilbao. Der Bahnhof wurde im Jahre 1995 zunächst als U-Bahn-Station in Betrieb genommen und erhielt im Jahre 2000 eine Anbindung an die S-Bahn. Die Stadtverwaltung hatte sich zum Bau eines S-Bahn-Tunnels entschlossen, um durch eine unterirdische Streckenführung die Gleisanlagen aus dem Stadtbild zu verbannen und die Flächen anderweitig nutzen zu können. 

## Busbahnhof

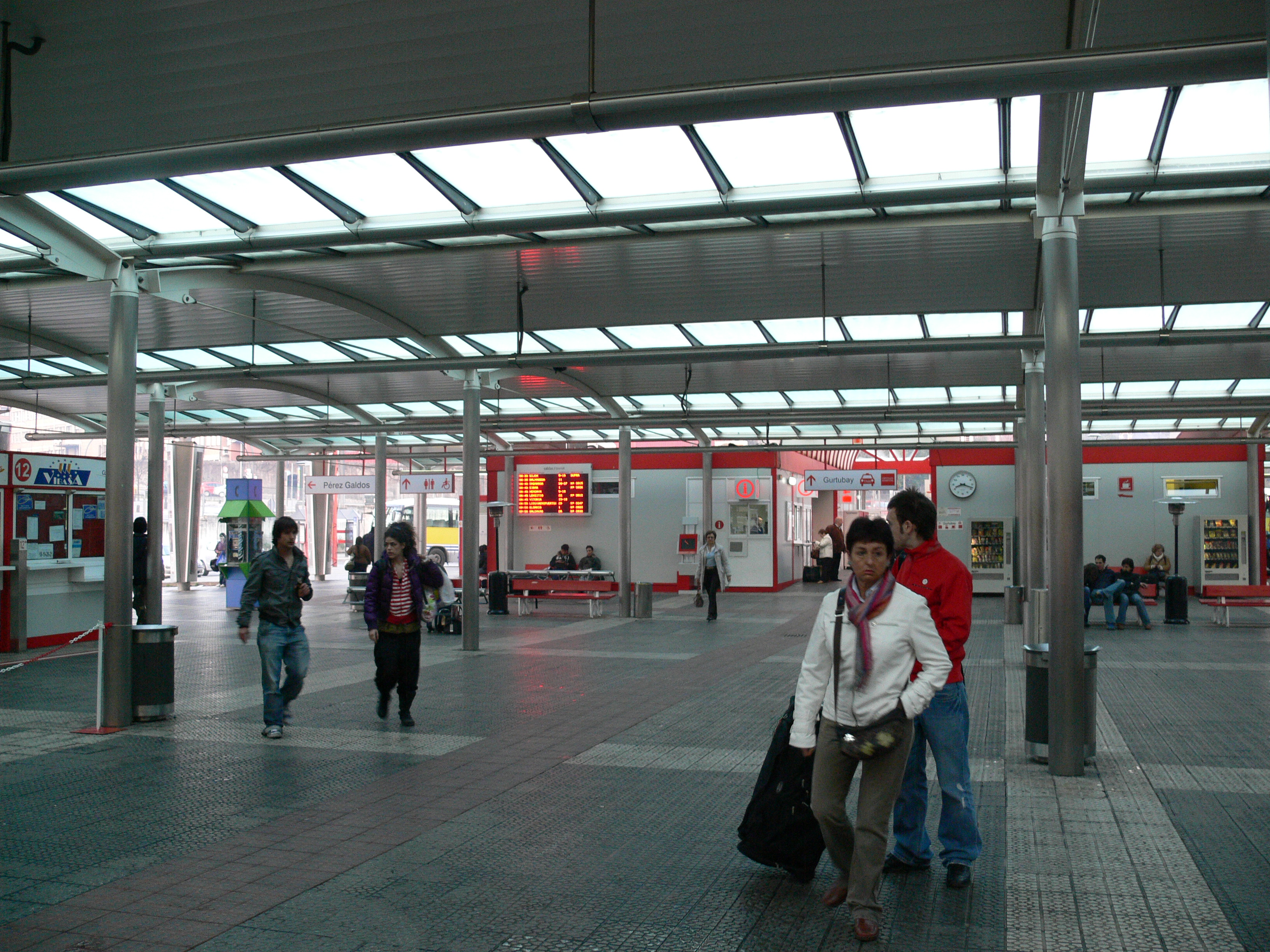
Busbahnhof

Der Busbahnhof, auch Termibús genannt, dient als Haltepunkt für mehrere Regional- und Fernbuslinien, die zum größten Teil an nur einem Haltepunkt in jeder angebundenen Stadt halten. Das Unternehmen Bizkaibus bedient zahlreiche Städte im baskischen Umland. 
Das Busunternehmen Continental Auto betreibt eine Fernbuslinie nach Madrid über Logroño und Soria oder Burgos. Von ALSA werden Busverbindungen entlang der gesamten spanischen Atlantik-Küste angeboten, die über die Regionen Kantabrien und Asturien nach Galicien führen. Zu unterschiedlichen Fahrpreisen fahren Busse mit unterschiedlichem Komfort und Haltefrequenz. Die Busse der Klasse SUPRA sind geräumig, bieten Verpflegung an Bord und halten nur in den Großstädten. Bei der preiswertesten Variante handelt es sich um einfache Reisebusse, die in jedem größeren Dorf halten. Das Unternehmen La Union bietet Busverbindungen nach Vitoria-Gasteiz und Pamplona.
Koordinaten: 43° 15′ 44,9″ N, 2° 56′ 50,4″ W